# 柴島
柴島（日文：くにじま，羅馬字母：Kunijima）是一個大阪府大阪市東淀川區的町丁。現今行政區域小字地名為柴島一丁目至柴島三丁目。

## 地理
柴島位於東淀川區的西南部，東北方為東淡路、西北方鄰東中島、西南方接至淀川區西中島。全町傍於淀川。

## 歷史
（待補充）

## 人口
以下為2019年（平成31年）3月31日至今的人口總數。。
| 丁目       | 家戶    | 人口    |
| ---------- | ------- | ------- |
| 柴島一丁目 | 178戶   | 204人   |
| 柴島二丁目 | 1,399戶 | 2,134人 |
| 柴島三丁目 | 498戶   | 1,035人 |
| 計         | 2,075戶 | 3,373人 |

### 人口變遷
| 1995年（平成7年）  | 3,468人 | [ 3 ] |  |
| 2000年（平成12年） | 3,452人 | [ 4 ] |  |
| 2005年（平成17年） | 3,551人 | [ 5 ] |  |
| 2010年（平成22年） | 3,332人 | [ 6 ] |  |
| 2015年（平成27年） | 3,456人 | [ 7 ] |  |

### 家戶數的變遷
| 1995年（平成7年）  | 1,741戶 | [ 3 ] |  |
| 2000年（平成12年） | 1,825戶 | [ 4 ] |  |
| 2005年（平成17年） | 2,034戶 | [ 5 ] |  |
| 2010年（平成22年） | 1,957戶 | [ 6 ] |  |
| 2015年（平成27年） | 2,003戶 | [ 7 ] |  |

## 事業所
以下為2016年（平成28年）的經濟統計調查。
| 丁目       | 事業所數 | 從業員數 |
| ---------- | -------- | -------- |
| 柴島一丁目 | 15事業所 | 282人    |
| 柴島二丁目 | 43事業所 | 426人    |
| 柴島三丁目 | 18事業所 | 57人     |
| 總計       | 76事業所 | 765人    |

## 交通

### 鐵道
- 阪急電鐵
  - 千里線 柴島站
  - 京都本線 崇禪寺站

### 道路
- 大阪府道14號大阪高槻京都線
- 大阪府道134號熊野大阪線

## 設施
- 大阪府立柴島高等學校
- 大阪市立柴島中學校
- 柴島神社
- 大阪市水道局 柴島淨水場
- 淀川基督教病院
- 東淀川柴島郵便局
- 善教寺 (東淀川區)

### 郵遞區號
- 郵遞區號：533-0024[2]（集配局：東淀川郵便局[9]）。

## 脚注
1. 1 2  . 大阪市. 2019-07-26  [2019-10-04]. （原始内容存档于2020-11-01） （日语）.
2. 1 2  . 日本郵便.   [2019-08-15]. （原始内容存档于2021-09-20）.
3. 1 2  . 総務省統計局. 2014-03-28  [2019-08-16]. （原始内容存档于2020-11-04） （日语）.
4. 1 2  . 総務省統計局. 2014-05-30  [2019-08-16]. （原始内容存档于2020-06-03） （日语）.
5. 1 2  . 総務省統計局. 2014-06-27  [2019-08-16]. （原始内容存档于2020-11-08） （日语）.
6. 1 2  . 総務省統計局. 2012-01-20  [2019-08-16]. （原始内容存档于2020-11-07） （日语）.
7. 1 2  . 総務省統計局. 2017-01-27  [2019-08-16]. （原始内容存档于2020-11-08） （日语）.
8. ↑  . 総務省統計局. 2018-06-28  [2019-10-23]. （原始内容存档于2020-10-18） （日语）.
9. ↑   (PDF). 日本郵便.   [2019-11-04]. （原始内容存档 (PDF)于2021-03-09） （日语）.